# Lawazantiya
Lawazantiya o Lawasanda o també Luḥḥuzantiya, era una ciutat hitita que és esmentada des del rei Hattusilis I, situada a mig camí entre Kanish i la regió de l'Alt Eufrates, i que marcava sovint el límit oriental dels hitites. Estava situada a la frontera amb Isuwa (que quedava a l'est). Hattusilis I va dirigir des d'aquesta ciutat l'assalt a la població d'Urshu, potser perquè ja era massa vell per posar-se al front de les seves tropes.
Un altre Hattusilis, el futur rei Hattusilis III, que llavors era encara només rei d'Hakpis, a la seva tornada d'Apa (Síria) un parell d'anys després de la batalla de Cadeix, va passar per Lawazantiya, on va fer ofrenes i libacions als déus i especialment a la seva deessa Sausga que l'havia protegit des infant. Allà, per ordre de la deessa, es va casar amb Pudu-Hepa, germana de Pentib-sarri, gran sacerdot de Lawazantiya, matrimoni que potser no va tenir l'aprovació reial o almenys no va agradar al rei, son germà Muwatallis II. Després va tornar al nord, al seu regne d'Hakpis.
Cap a l'any 1185 aC Subiluliuma II va establir a aquesta ciutat la seva línia de defensa terrestre contra els Pobles de la mar, després que la flota hitita fos derrotada a Lukka. El general d'Ugarit, Sipti Baqal informava al seu rei del desastre: «el vostre servent ha estat a la posició fortificada de Lawasanda amb el gran rei, i ara el rei s'ha retirat i ha fugit, s'ha sacrificat». La caiguda de Lawasanda, combinada amb la conquesta i destrucció d'Hattusa pels kashka van posar fi a l'Imperi Hitita.